# Penny Lane (Liverpool)
Penny Lane é uma rua situada ao sul da rodovia A562, no subúrbio de Mossley Hill, em Liverpool, Inglaterra. O nome também se aplica à área ao redor da via. Durante o século XX, foi o local de um dos principais terminais de ônibus de Liverpool e ganhou notoriedade internacional em 1967, quando os Beatles lançaram sua música "Penny Lane" em homenagem à sua criação em Liverpool.

## História
Penny Lane aparece como uma viela sem nome em mapas já na década de 1700 e permaneceu como uma via rural até a década de 1890.  Após a expansão da cidade, foi o local de um importante terminal de bonde e ônibus para diversas rotas, e ônibus com a inscrição "Penny Lane" eram comuns em Liverpool. O nome também é usado para a área que circunda sua junção com Smithdown Road, Smithdown Place (onde o terminal estava localizado) e Allerton Road, a última das quais inclui uma movimentada área comercial. Era o terminal das linhas de ônibus 46 e 99 para Walton, Old Swan e o centro da cidade. Na outra extremidade do cruzamento com a Smithdown Road, a rua leva até a residência estudantil da Universidade de Liverpool, perto do Sefton Park. O comprimento total é de cerca de 800 metros, com uma inclinação inferior a 0,4%.
A rua e o terminal de ônibus se tornaram um local de interesse internacional por causa da canção dos Beatles "Penny Lane",  que foi lançada em fevereiro de 1967 e foi um hit número 1 em todo o mundo. O bombeiro e o carro de bombeiros mencionados na letra são do quartel de bombeiros da Mather Avenue, que fica perto da Penny Lane.  O terminal em Penny Lane incluía um abrigo de ônibus especialmente construído, com sala de espera e banheiros. O abrigo está localizado em sua própria ilha, que é "o abrigo no meio de uma rotatória" mencionado na música. 
No final da década de 1970, os negócios em Penny Lane incluíam a Penny Lane Records e um bar de vinhos conhecido como Harper's Bizarre, agora chamado Penny Lane Wine Bar. Este último era anteriormente um consultório médico operado pelos médicos Walton, Endbinder e Partners, que se mudou para Smithdown Place na década de 1980. Após a privatização dos ônibus no Reino Unido, o depósito de ônibus da Merseyside Passenger Transport Executive foi demolido e substituído por um shopping, supermercado e pub. Na década de 1980, o abrigo de ônibus foi comprado por um particular e convertido no Sgt. Pepper's Bistro. Posteriormente, fechou e permaneceu fora de serviço até 2015, quando passou por uma reforma com o objetivo de reabrir como restaurante, embora permaneça fechado em março de 2023.   
A rua é procurada há muito tempo pelos fãs dos Beatles que visitam Liverpool. No passado, as placas de rua da Penny Lane eram alvos constantes de roubo e precisavam ser substituídas continuamente, mas as autoridades municipais desistiram e simplesmente começaram a pintar o nome da rua nas laterais dos prédios e paredes. Esta prática foi interrompida em 2007, quatro décadas após o lançamento da música, e foram instaladas placas de rua mais resistentes a roubos; no entanto, algumas ainda são roubadas por turistas.  A área de Penny Lane adquiriu um nível de tendência e desejo desde o final dos anos 2000, e agora é uma das áreas mais procuradas pela grande população estudantil de Liverpool por seus estabelecimentos de alimentos integrais, lojas de caridade, cafés, bares, bistrôs, empórios de comida para viagem, pubs e uma seleção de negócios tradicionais, como o W H Smith.
Em 29 de novembro de 2023, uma placa da Penny Lane roubada por um grupo de estudantes bêbados em 1976 foi devolvida à cidade de Liverpool após 47 anos, tornando-se a mais antiga a ser devolvida. A placa está agora em exposição no museu The Beatles Story no Royal Albert Dock. 

## Controvérsia sobre nomes
Em julho de 2006, o Conselho Municipal de Liverpool discutiu a renomeação de certas ruas porque seus nomes estavam ligados ao papel de Liverpool no tráfico de escravos. Acreditava-se inicialmente que a rua tinha o nome em homenagem ao traficante de escravos de Liverpool do século XVIII, James Penny.  As autoridades disseram que modificariam a proposta para excluir Penny Lane, uma vez que era geralmente aceite que a maioria das pessoas associava a rua à canção dos Beatles e não ao tráfico de escravos. 
Na sequência dos protestos de George Floyd em junho de 2020, que fizeram parte do movimento internacional Black Lives Matter, os sinais de trânsito de Penny Lane foram desfigurados.   Uma pesquisa corroborada pelo Museu Internacional da Escravatura da cidade posteriormente não encontrou nenhuma evidência histórica que ligasse seu nome ao tráfico de escravos.  